# Misumenops asperatus
Misumenops asperatus är en spindelart som först beskrevs av Nicholas Marcellus Hentz 1847.  Misumenops asperatus ingår i släktet Misumenops och familjen krabbspindlar. Inga underarter finns listade i Catalogue of Life.